# 周煇
周煇（1127年—?），又名周燀，字昭礼，淮海（今江蘇泰州）人。
周邦之子。生於靖康元年（1127年）十二月初一日，曾以博學宏词奏名。又曾至金国。晚年，閒居杭州清波门，隐居不仕，藏书有一万余卷。慶元四年（1198年）尚在世。著有《清波雜志》十二卷，《别志》三卷。